# Айчбергер, Юлиан
Юлиан Айчбергер (нем. Julian Eitschberger; род. 5 марта 2004, Хоэн-Нойендорф) — немецкий футболист, защитник берлинского клуба «Герта».

## Биография

### Клубная карьера
Воспитанник «Стаакена». За основную команду Герты дебютировал 9 апреля 2022 года, выйдя в стартовом составе на матч против «Унион Берлин» и был заменён в перерыве.

### Карьера в сборной
На молодёжном уровне выступал за сборную Германии до 18 лет, дебютировал 12 ноября 2021 года, в матче против Дании до 18 лет (3:3).
| Матчи Юлиана Айчбергера за сборную Германии (до 18) | Матчи Юлиана Айчбергера за сборную Германии (до 18) | Матчи Юлиана Айчбергера за сборную Германии (до 18) | Матчи Юлиана Айчбергера за сборную Германии (до 18) | Матчи Юлиана Айчбергера за сборную Германии (до 18) | Матчи Юлиана Айчбергера за сборную Германии (до 18) | Матчи Юлиана Айчбергера за сборную Германии (до 18) |
| №                                                   | Дата                                                | Оппонент                                            | Счёт                                                | Голы                                                | Соревнование                                        |                                                     |
| --------------------------------------------------- | --------------------------------------------------- | --------------------------------------------------- | --------------------------------------------------- | --------------------------------------------------- | --------------------------------------------------- | --------------------------------------------------- |
| 1                                                   | 12 ноября 2021                                      | Дания                                               | 3:3                                                 | —                                                   | Товарищеский матч                                   |                                                     |
| 2                                                   | 28 марта 2022                                       | Нидерланды                                          | 1:4                                                 | —                                                   | Товарищеский матч                                   |                                                     |

## Статистика
| Выступление      | Выступление      | Выступление      | Чемпионат | Чемпионат | Кубок | Кубок | Итого | Итого |
| Клуб             | Лига             | Сезон            | Чемпионат | Чемпионат | Кубок | Кубок | Итого | Итого |
| Клуб             | Лига             | Сезон            | Игры      | Голы      | Игры  | Голы  | Игры  | Голы  |
| ---------------- | ---------------- | ---------------- | --------- | --------- | ----- | ----- | ----- | ----- |
| Герта            | Бундеслига       | 2021/22          | 1         | 0         | 0     | 0     | 1     | 0     |
| Герта            | Итого            | Итого            | 1         | 0         | 0     | 0     | 1     | 0     |
| Итого за карьеру | Итого за карьеру | Итого за карьеру | 1         | 0         | 0     | 0     | 1     | 0     |